# 하롤드 커밍스
하롤드 커밍스(Harold Oshkaly Cummings Segura, 1992년 1월 3일 ~ )는 파나마의 축구 선수로 포지션은 수비수이다.

## 클럽 경력

### 후안 아우리치
2014년 1월 커밍스는 페루 클럽 후안 아우리치로 이적했다.

### 산타페
2015년 1월 커밍스는 카테고리아 프리메라 A의 인데펜디엔테 산타페로 이적했다.

### 새너제이 어스퀘이크스
2017년 1월 커밍스는 메이저 리그 사커의 새너제이 어스퀘이크스로 이적했다. 그러나 3월에 커밍스는 집에서 다리 골절 부상을 당했다. 부상으로 인해 그는 새너제이에서 데뷔도 하지 못한 채 시즌아웃됐다. 2018년 3월 3일 커밍스는 새너제이 어스퀘이크스의 시즌 첫 경기에 나서며 데뷔전을 치렀다.

## 클럽 통계
- 업데이트: 2018년 4월 7일

| 클럽                  | 시즌        | 리그 | 리그 | 컵   | 컵   | 리그컵 | 리그컵 | 기타 | 기타 | 합계 | 합계 |
| 클럽                  | 시즌        | 경기 | 득점 | 경기 | 득점 | 경기   | 득점   | 경기 | 득점 | 경기 | 득점 |
| --------------------- | ----------- | ---- | ---- | ---- | ---- | ------ | ------ | ---- | ---- | ---- | ---- |
| 아라베 우니도         | 2009        | 0    | 0    | -    | -    | -      | -      | 5    | 0    | 5    | 0    |
| 아라베 우니도         | 2010–11     | 22   | 0    | -    | -    | -      | -      | 5    | 0    | 27   | 0    |
| 아라베 우니도         | 2012–13     | 21   | 0    | -    | -    | -      | -      | -    | -    | 21   | 0    |
| 아라베 우니도         | 2013–14     | 9    | 0    | -    | -    | -      | -      | 4    | 0    | 13   | 0    |
| 합계                  | 합계        | 52   | 0    | -    | -    | -      | -      | 14   | 0    | 66   | 0    |
| 후안 아우리치         | 2014        | 18   | 0    | 9    | 0    | -      | -      | -    | -    | 27   | 0    |
| 산타페                | 2015        | 11   | 0    | 1    | 0    | -      | -      | 5    | 0    | 17   | 0    |
| 알라후엘렌세          | 2015–16     | 15   | 1    | -    | -    | -      | -      | -    | -    | 15   | 1    |
| 알라후엘렌세          | 2016–17     | 9    | 0    | -    | -    | -      | -      | -    | -    | 9    | 0    |
| 합계                  | 합계        | 24   | 1    | -    | -    | -      | -      | -    | -    | 24   | 1    |
| 새너제이 어스퀘이크스 | 2017        | 0    | 0    | 0    | 0    | 0      | 0      | -    | -    | 0    | 0    |
| 새너제이 어스퀘이크스 | 2018        | 10   | 0    | 0    | 0    | 0      | 0      | -    | -    | 10   | 0    |
| 합계                  | 합계        | 4    | 0    | 0    | 0    | 0      | 0      | -    | -    | 4    | 0    |
| 커리어 합계           | 커리어 합계 | 110  | 1    | 10   | 0    | -      | -      | 19   | 0    | 139  | 1    |

1. ↑  CONCACAF 챔피언스리그, 코파 리베르타도레스, 코파 수다메리카나 포함

## 수상

### 클럽
산타페
- 코파 수다메리카나: 2015